# Pieter Snayers

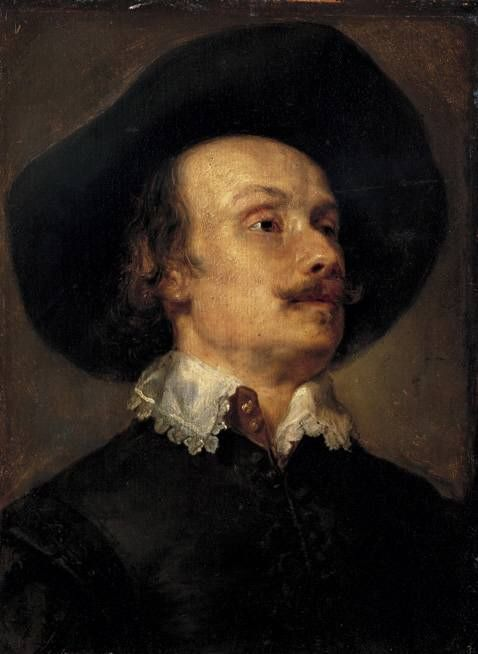
Anthony van Dyck, por Pieter Snayers, c. 1627–1632. Antiga Pinacoteca, Munique.

Pieter Snayers (1592 – 1666 ou 1667) foi um pintor do Barroco flamengo conhecido pelas pinturas de batalhas históricas. 
Nascido em Antuérpia, estudou com Sebastiaen Vrancx antes de entrar para a Guilda de São Lucas da cidade em 1612. Em 1628, em Bruxelas,  trabalhou primeiro para a Isabel Clara Eugénia da Áustria, e depois foi pintor da corte do Cardeal-Infante Fernando de Áustria e o Arqueduque Leopold Wilhelm de Áustria.
Colaborou com Peter Paul Rubens em várias ocasiões. Também trabalhava com retratos da aristocracia e paisagens. Seu aluno mais conhecido foi Adam Frans van der Meulen.

## Galeria

Batalha da Montanha Branca, Bavarian State Picture Collection
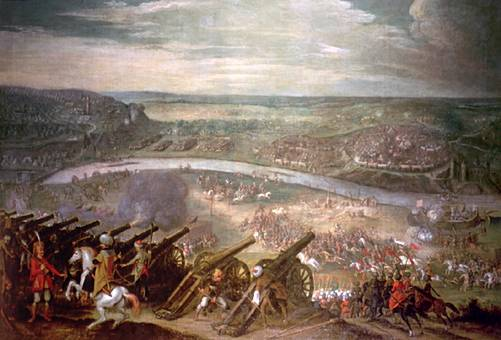
O Cerco de Viena por Solimão, o Magnífico, Coleção privada
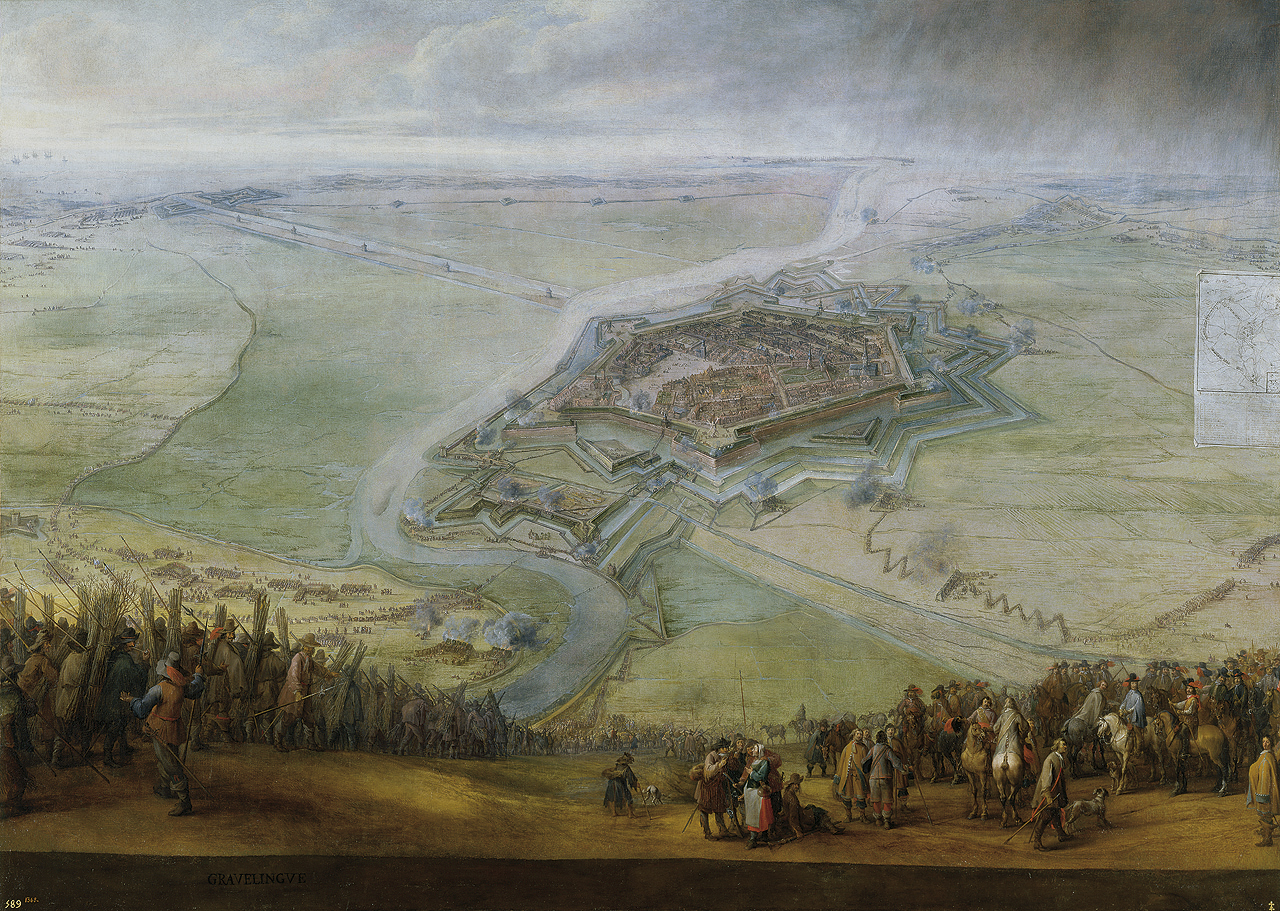
Battle of Gravelines, Museu do Prado, Madri.
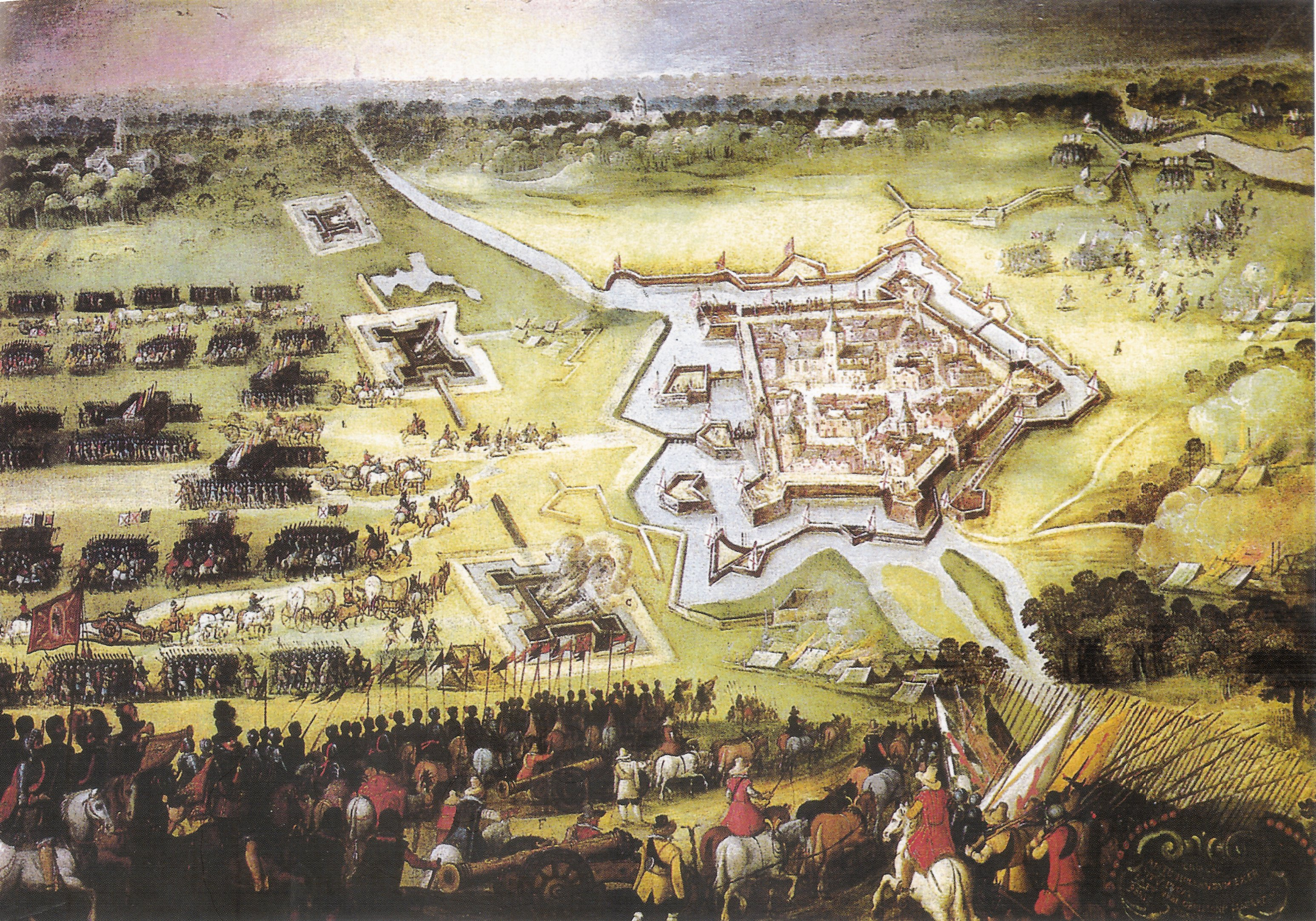
The Siege of Groenlo por Maurício, Príncipe de Orange enfrentado por Ambrogio Spinola